# Der Spiegel-Профіль
«Der Spiegel-Профіль» — проросійський суспільно-політичний тижневик, що видавався в Україні, головним редактором якого був російський тележурналіст Михайло Леонтьєв, якому у 2006 році було заборонено в'їзд до України. Газета була заснована у Києві в 2007 року як російськомовне видання.

## Хронологія

### 2007
5 листопада 2007 р. ВД «Родіонова» (Росія) запустив «Der Spiegel Профіль», українську версію російського щотижневого журналу «Профіль».
Починаючи з 2008 року провідні статті також публікуються на вебсайті видання.

### 2008
З червня 2008 року припиняється випуск журналу. «За даними Української асоціації видавців, у жовтні-грудні прибутки видавничих домів упали до 70 %. Зниження цін на рекламу на понад 20-40 % зробить більшість видавничих домів збитковими. Тому друковані видання активно мінімізують витрати — проводять скорочення, зменшують кількість смуг, знижуючи таким чином собівартість підготовки й друку номера, залишаючи вартість рекламних площ незмінною. Тижневики „Der Spiegel Профіль“, „Новинар“, „Діловий“, „Чистий прибуток“ та інші було й зовсім закрито».

### 2009
«У 2009 року в Україні поновиться випуск журналу „Der Spiegel — Профіль“, повідомляє ІА „Новий регіон“. Керуватиме проєктом, як і раніше, головний редактор російського „Профиля“ Михайло Леонтьєв, а шеф-редактором з українського боку буде політолог Семен Уралов. Формат і обсяг журналу залишаться незмінними, а наприкінці 2008 року має запрацювати сайт видання. Проєкт було припинено у травні 2008 року через нерентабельність. Однак, як повідомили агентство в редакції „Профиля“, „ВД Родіонова раніше увійшов у кризу і раніше з неї вийшов“, тому тепер журнал знову виходитиме».

## Колектив
- Євген Додолєв, головний виконавчий директор
- Михайло Леонтьєв, головний редактор
- Семен Уралов, шеф-редактор (перший заступник головного редактора)